# Scytodes arboricola
Scytodes arboricola là một loài nhện trong họ Scytodidae.
Loài này thuộc chi Scytodes. Scytodes arboricola được miêu tả năm 1946 bởi Millot.